# 末吉洋明
末吉 洋明（すえよし よしあき、1966年〈昭和41年〉12月24日 - ）は、日本の陸上自衛官。令和5年3月より第41代北部方面総監。鹿児島県出身。1佐までの職種は普通科。

## 経歴
平成元年、防衛大学校本科第33期卒業し陸上自衛隊入隊。平成23年4月、第21普通科連隊長。令和2年8月、第4師団長。令和3年10月、防衛大学校副校長。令和5年3月、第41代北部方面総監を務め令和7年3月退官。

## 栄典
レジオン・オブ・メリット・オフィサー - 2023年（令和5年）1月30日